# Alfredo Navarro Benito
Alfredo Navarro Benito (Novelda, 1982) és un cineasta i director de cinema valencià. Va estudiar formació professional en realització d'audiovisuals a Sant Joan d'Alacant i ha treballat com a càmera, realitzador i muntador a diverses productores de vídeo i televisions. Va completar els seus estudis a l'Escola de Cinema TAI de Madrid, on es va especialitzar en direcció cinematogràfica i realització de televisió.
El 2006 va fundar la seva pròpia productora i des del 2008 va començar a fer documentals, videoclips i altres projectes educatius per a instituts de batxillerat. Un d'ells. Una de piratas, va rebre una beca de l'11è Curs de Desenvolupament de Projectes Cinematogràfics Iberoamericans. El reconeixement li arribaria el 2015 quan va dirigir el documental Sueños de sal, amb el que va obtenir el Goya a la millor pel·lícula documental. El 2017 va continuar el rodatge d'un documental que va començar el 2008, De Novelda a Japón.
És membre de l'Acadèmia de les Arts i les Ciències Cinematogràfiques d'Espanya i soci fundador de la productora Eigakan Films SLU.

## Filmografia
- Una de piratas (2013)
- Sueños de sal (2015)
- Jorge Juan "de Novelda a la gloria" (curtmetratge, 2018)[5]
- A la deriva (2020)
- De Novelda a Japón (2017)